# Baltazar Bystram
Baltazar Bystram herbu Tarnawa – ławnik tczewski w latach 1648–1663.
Deputat z województwa pomorskiego na Trybunał Główny Koronny w  1645/1646 roku. Był elektorem Jana II Kazimierza Wazy w 1648 roku. Poseł sejmiku generalnego pruskiego na sejm koronacyjny 1649 roku.